# Joan González
Joan González Cañellas (* 1. února 2002) je bývalý španělský profesionální fotbalista, který hrál na pozici středního záložníka.

## Kariéra
González se narodil v Barceloně v Katalánsku, a byl mládežnickým produktem klubu Cornellà. Dne 5. září 2019 přestoupil do mládežnické akademie Barcelony. Dne 19. srpna 2021 odešel do mládežnické akademie Lecce. V létě 2022 začal trénovat s prvním týmem a byl povýšen do jejich kádru před sezónou 2022/23, kdy klub dokázal postoupit do Serie A.
González debutoval v profesionální kariéře 5. srpna 2022 v Coppa Italia jako náhradník při remíze 1:1 (prohře 3:2 v součtu) s Cittadellou.
V červnu 2025 Lecce oznámilo, že Joan González nebude moci pokračovat v hraní fotbalu kvůli vrozenému srdečnímu problému, který byl zjištěn během přípravy na sezonu.

## Statistiky

### Klubové
| Klub              | Sezóna            | Liga              | Liga   | Liga | Národní pohár | Národní pohár | Kontinentální | Kontinentální | Celkově | Celkově |
| Klub              | Sezóna            | Soutěž            | Zápasy | Góly | Zápasy        | Góly          | Zápasy        | Góly          | Zápasy  | Góly    |
| ----------------- | ----------------- | ----------------- | ------ | ---- | ------------- | ------------- | ------------- | ------------- | ------- | ------- |
| Lecce             | 2022/23           | Serie A           | 35     | 1    | 1             | 0             | —             | —             | 36      | 1       |
| Lecce             | 2023/24           | Serie A           | 9      | 1    | 1             | 0             | —             | —             | 10      | 1       |
| Lecce             | 2024/25           | Serie A           | 0      | 0    | 0             | 0             | —             | —             | 0       | 0       |
| Celkově v kariéře | Celkově v kariéře | Celkově v kariéře | 44     | 2    | 2             | 0             | 0             | 0             | 46      | 2       |